# António Carlos Camisão
António Carlos Camisão (Rio de Janeiro, c.1840 — c.1900)foi um coronel brasileiro que lutou na Guerra do Paraguai.
Ao contrário de seu irmão, Carlos de Morais Camisão, ele não se destacou na Retirada da Laguna em 1867, mas foi secretário secretário do Arsenal de Guerra da Corte. Era filho de Joaquim de Morais Camisão e Alexandrina Rosa Barros e pai de Alexandre Eugênio de Andrade Camisão.